# سنغر أباد (مقاطعة فراهان)
سنغر أباد (بالفارسية: سنقرآباد) هي مستوطنة تقع في Saruq Rural District في إيران.